# TT34
| mn · n · T | m | F4 · t · Z1 |

| mn · n · T | m | F4 · t · Z1 |

A thébai nekropolisz TT34-es jelű templom-sírja a mai Luxor nyugati partján, El-Asszaszif körzetében található, közvetlenül Hatsepszut halotti templomához vezető út parkolójának szomszédságában. 
A sírkomplexum tulajdonosa a XXV. dinasztiabeli Felső-Egyiptom kormányzója, Montuemhat (mnṯ-m-ḥ3.t) Amon negyedik prófétája és Théba polgármestere volt, Taharka és I. Pszammetik uralkodásának idején. Felesége Uadzsrenesz, szülei Neszptah – Amon prófétája, a város polgármestere – és Iszetemheb.